# Государственный парк реки Канкаки
Государственный парк реки Канкаки (англ. Kankakee River State Park) — государственный парк штата Иллинойс, площадью 4 000 акров (1619 га), в основном в округах Канкаки и Уилл, штат Иллинойс, США. Первоначально Этель Стерджес Даммер подарила 35 акров (14 га) земли для создания государственного парка в 1938 году. Ещё 1715 акров (694 га) были пожертвованы Содружеством Эдисоном в 1956 году, который снова подарил ещё больше земли в 1989 году. Острова Смит, Хоффман, Лэнгхем и Уиллоу расположены в парке на реке Канкаки.

## История
До прибытия европейцев коренные американцы занимали долину реки Канкаки в районе, который сейчас является государственным парком. Этот регион исторически был занят индейцами иллини и майами в 1670-х и 1680-х годах. К 1685 году майами было достаточно много, чтобы река Канкаки была названа рекой Майами. Кикапу и маскутены также часто посещали долину реки в XVIII веке. К 1770-м годам в этом районе доминировал Совет трёх огней — народности чиппева, оттава и потаватоми. Самой обширной деревней была Литтл-Рок в современном парке недалеко от устья Рок-Крик. В 1830 году это было местом последнего великого индейского Совета. После 1832 года потаватоми уступили все свои земли вдоль рек Канкаки и Иллинойс Соединённым Штатам. Большинство потаватоми покинули этот район к концу десятилетия, за исключением вождя Шоу-вау-нас-си (англ. Chief Shaw-waw-nas-see), могила которого отмечена валуном вдоль природной тропы в Рок-Крик.
Ноэль Ле Вассёр и другие торговцы мехом, в том числе Хаббард Шабар (англ. Hubbard Chabare) и Франсуа Бурбонне (англ. Francois Bourbonnais), торговали с потаватоми вдоль рек Канкаки и Ирокез в 1820-х годах. Когда потаватоми покинули этот район в 1838 году, Ле Вассер убедил нескольких своих французских канадцев эмигрировать из Квебека в район Бурбонне. Из-за его усилий по урегулированию отношений его называют «отцом Канкаки».
Компания под названием англ. Kankakee & Iroquois Navigation Company, — позже известная как англ. Kankakee Company, — была учреждена в 1847 году для обеспечения гидроэнергетики и судоходного водного пути от канала Иллинойс и Мичиган до пристани Уорнера вдоль места современной Уорнер-Бридж-Роуд. Компания потерпела крах вскоре после того, как в 1880-х годах появилась железная дорога Уобаш. В палаточном лагере чиппева вырезанные вручную известняковые колонны обозначают место, где должен был быть построен железнодорожный мост для железной дороги Декейтер и Стейт-Лайн до того, как у финансистов закончились деньги.
В 1890-х годах основной отраслью в этом районе был парк развлечений Кастер-Бауэри (англ. Custer Bowery), в котором собирались толпы людей из Чикаго. Парк исчез в 1920-х годах, а река была популярна для дач. В 1938 году жительница Чикаго Этель Стёрджес Даммер пожертвовала 35 акров (14 га) земли для государственного парка. Содружество Эдисона передало государству ещё 1715 акров (694 га) в 1956 году. С помощью дополнительных грантов компании в 1989 году площадь парка в настоящее время составляет около 4000 акров (1619 га).

## Кемпинг
Внутри парка расположены кемпинги (летние лагеря для путешественников). Кемпинг потаватоми предлагает удобства класса А с 110 местами и двумя арендованными домиками в лесистой местности. Палаточный лагерь чиппева предлагает 105 мест с электрическим оборудованием класса В. Забронировать места для кемпингов можно класса А, В и С у реки Канкаки. Все кемпинги имеют общий стол для пикника и гриля. Кемпинг разрешён только на специально оборудованных площадках для кемпинга. Конный лагерь у Иллинойс-Роут-113 открыт только с 1 апреля по 31 октября.

## Пеший туризм
По всему парку проложено множество пешеходных маршрутов, которые проходят через различные экосистемы и различные особенности парка. В то время как некоторые идут вдоль реки Канкаки с местами, где можно посидеть вдоль реки, другие уходят в леса или вдоль Рок-Крик, притока реки Канкаки, которая прорезает землю, создавая ущелье со скалами. Трассы очень разнообразны, хороши для грибной охоты.
Трассы парка тянутся по обе стороны реки. Пешеходные, велосипедные и беговые лыжные трассы проходят по северной стороне реки. Конные и снегоходные тропы можно найти на юге. Маршрут протяжённостью 4,8 км вдоль Рок-Крик позволяет путешественникам насладиться красотой известняковых каньонов и водопада. Велосипедная дорожка начинается в районе Дэвис-Крик и проходит 16,9 км троп в виде линейной тропы вдоль реки и петли в западной части парка. Когда снежный покров достигает до 100 мм или более, парк открыт с восхода до заката для катания на снегоходах. Направленные знаки для следов размещены, и карты доступны в офисе парка.

## Верховая езда
В парке можно покататься на лошадях. Конная тропа протяжённостью 19 км расположена в районе природопользования вдоль Иллинойс-Роут-113 и открыта с 1 апреля по 31 октября.

## Рыбалка
Рыбалка в государственном парке реки Канкаки даёт возможность рыболовам получить доступ к реке Канкаки или к Рок-Крик, притоку реки Канкаки, расположенной в нижней части острова. Рыбалка обычных видов рыб, таких как окунь или синежаберный солнечник, доступна круглый год. Лов рыбы на приманку, спиннингом и нахлыстом в государственном парке реки Канкаки являются популярными методами. Дважды в год Департамент природных ресурсов Иллинойса проводит программу по разведению форели, выпуская рыбу в различных озёрах и прудах весной и осенью. До официального дня открытия форелевого сезона рыболовам, желающим получить ранний доступ к форели в запасе, предоставляется только период ловли и выпуска.

## Концессия
В Рок-Крик есть концессионный стенд, который работает на сезонной основе. Магазин предлагает прохладительные напитки, лёд, товары для кемпинга, дрова и приманку. Он расположен на концессионном стенде сруба, прямо у главного входа в парк. Охотничьи и рыболовные лицензии также доступны.